# Adobe Illustrator
 (juin 2019).
Adobe Illustrator est un logiciel payant de création graphique vectorielle commercialisé par la multinationale américaine Adobe Software.
Les images vectorielles sont constituées par des courbes reposant sur des formules mathématiques. Illustrator est particulièrement adapté au travail professionel sur les logos et affiches. 
Ses fonctionnalités sont proches des logiciels Inkscape et CorelDraw.

## Histoire
La première version d'Illustrator fut développée pour la plateforme Macintosh d'Apple en 1985. Il s'agissait d'un portage de l'application maison d'Adobe de création de polices de caractères et de manipulation de fichiers PostScript, adapté pour améliorer le rendu des imprimantes,.
Commercialement parlant, proposer Illustrator sur la plateforme Macintosh n'était pas très intéressant : faibles parts de marché, une seule imprimante compatible – la LaserWriter d'Apple, elle-même chère et peu répandue – et le principe même des courbes de Bézier était étranger à l'utilisateur moyen. Le Macintosh ne disposant que d'un écran noir et blanc de 9 pouces, Illustrator stimula la fabrication d'écrans plus grands compatibles Macintosh.
Cependant, Illustrator était un produit fiable et puissant et les utilisateurs apprécièrent rapidement la supériorité des courbes de Bézier sur les solutions existantes telles que MacDraw, qui n'offraient qu'une précision limitée. Il attira ainsi de nombreux utilisateurs qui n'avaient pas assez d'argent ou de temps à investir pour des programmes haut de gamme comme AutoCAD. Illustrator avait trouvé une niche entre le dessin bitmap et les programmes de CAO.
La puissance et la simplicité d'Illustrator provient du choix de la courbe de Bézier comme élément de base. Une courbe modifiée permet de décrire une ligne, un cercle ou un arc de cercle. En outre, Adobe choisit le format PostScript comme format natif de document, ce qui permit d'imprimer un fichier en l'envoyant directement vers l'imprimante, sans avoir à passer par l'interface d'Illustrator. PostScript étant un format ouvert et documenté, les éditeurs tiers pouvaient aisément développer des applications capables de lire et de créer des documents au format d'Illustrator.
Illustrator 1.1 vint rapidement remplacer la version 1.0. Le temps de commercialiser la version 3.0, Aldus avait porté FreeHand sur Macintosh et, en dépit d'une convivialité moindre et d'une interface moins soignée, son réel support des dégradés lui permit de maintenir sa présence auprès des professionnels de l'édition, avec les autres membres de la « bande des quatre » : Illustrator, PageMaker et QuarkXPress. Il fallut encore de nombreuses années et plaintes d'utilisateurs avant que les vrais dégradés soient implémentés dans Illustrator.
Adobe désirait prendre des risques avec l'interface de son application. Au lieu de suivre les lignes directrices d'Apple en matière d'interface utilisateur ou d'imiter d'autres programmes populaires de la plateforme Macintosh, Illustrator proposait d'activer les différents outils au moyen de raccourcis clavier. Adobe, qui avait eu tout loisir de tester différentes solutions en interne, savait ce qu'elle faisait et les utilisateurs lui donnèrent raison. Mais Apple attribua l'un des raccourcis d'Illustrator (Commande - Espace) au changement de clavier et Windows en traita un autre (la touche Alt) comme une touche système.
Lors de la sortie d'Illustrator 6 en 1996, Adobe procéda à d'importantes modifications de l'interface utilisateur, entre autres en ce qui concernait l'édition des tracés. Il s'agissait également d'harmoniser l'interface d'Illustrator avec celle de Photoshop. De nombreux utilisateurs renoncèrent à la mise à jour et ils sont encore nombreux à se poser des questions quant à la pertinence des choix opérés alors. C'est également à ce moment-là qu'Illustrator commença à supporter les polices de caractères TrueType, ce qui contribua à apaiser la guerre entre les formats PostScript Type 1 et TrueType, ainsi que les plugins, ce qui était déjà le cas de Photoshop. Néanmoins les polices PostScript restaient les seules vectorisables. Ce qui pour tous les graphistes offrait au PostScript un large avantage.
Bien qu'Adobe ait principalement développé son logiciel pour Macintosh durant la première décennie, Illustrator fut compatible, de manière sporadique, avec d'autres plateformes. C'est ainsi que des versions pour NeXT, IRIX et Solaris firent leur apparition au début des années 1990 mais leur commercialisation fut interrompue faute de marché. Ce n'est pas le cas avec le système d'exploitation Windows, autre grande plateforme cible pour Illustrator.La première version d'Illustrator pour Windows, la version 2.0, était sortie en 1989 mais n'avait guère rencontré de succès. La deuxième version pour Windows, la version 4.0, fut largement critiquée car elle ressemblait davantage à la version 1.1 du Macintosh qu'à la version 3.0 (il n'y eut pas de version 2.0 ni de version 4.0 pour Macintosh) et n'était en aucun cas équivalente à son concurrent sous Windows, CorelDRAW. Les versions se sont ensuite succédé.

## Critique concernant l'exploitation des données œuvres créées, modifiées ou transmises
Le 5 juin 2024, les conditions d'utilisation sont remaniées et explicitent une évolution de février 2024 pour autoriser Adobe à exploiter par des moyens manuels ou automatiques tout texte, information, communication, contenus vidéo et audio, documents et images qui lui sont envoyés ou traités avec ses logiciels. Cette exploitation est autorisée par défaut pour les comptes non professionnels. Elle permet entre autres l'exploitation pour l'apprentissage par une intelligence artificielle.

## Développement
| Version        | Plate-forme                | Nom de code       | Date de commercialisation |
| -------------- | -------------------------- | ----------------- | ------------------------- |
| 1.0            | Mac OS Classic             | Picasso           | Janvier 1987              |
| 1.1            | Mac OS Classic             | Inca              | 19 mars 1987              |
| 88             | Mac OS Classic             |                   | Mars 1988                 |
| 2.0            | Windows                    | Pinnacle          | Janvier 1989              |
| 3              | Mac OS Classic NeXT Unices | Desert Moose      | Octobre 1990              |
| 3.5            | IRIX                       | Silicon Graphics  | 1991                      |
| 4              | Windows                    | Kangaroose        | Mai 1992                  |
| 3.5            | Solaris                    |                   | 1993                      |
| 5              | Mac OS Classic             | Saturn            | Juin 1993                 |
| 5.5            | Mac OS Classic Solaris     | Janus             | Juin 1994                 |
| 5.5.1          | IRIX                       |                   | 1995                      |
| 6.0            | Mac OS Classic             | Popeye            | Février 1996              |
| 5.1            | Windows                    | Pavel             | 1996                      |
| 7.0            | Mac/Windows                | Simba             | Mai 1997                  |
| 8.0            | Mac/Windows                | Elvis             | Septembre 1998            |
| 9.0            | Mac/Windows                | Matisse           | Juin 2000                 |
| 10.0           | Mac/Windows                | Paloma            | Novembre 2001             |
| CS (11.0)      | Mac/Windows                | Pangaea/Sprinkles | Octobre 2003              |
| CS2 (12.0)     | Mac/Windows                | Zodiac            | 27 avril 2005             |
| CS3 (13.0)     | Mac/Windows                | Jason             | Avril 2007                |
| CS4 (14.0)     | Mac/Windows                | Sonnet            | Octobre 2008              |
| CS5 (15.0)     | Mac/Windows                | Ajanta            | Avril 2010                |
| CS5.1 (15.1)   | Mac/Windows                | Ajanta            | Mai 2011                  |
| CS6 (16)       | Mac/Windows                | Ellora            | Mai 2012                  |
| CC (17)        | Mac/Windows                |                   | 17 juin 2013              |
| CC 2014 (18)   | Mac/Windows                | 18 juin 2014      |                           |
| CC 2015 (19)   | Mac/Windows                | 16 juin 2015      |                           |
| CC 2015.3 (20) | Mac/Windows                | 20 juin 2016      |                           |
| CC 2017 (21)   | Mac/Windows                | 2 novembre 2016   |                           |
| CC 2018 (22)   | Mac/Windows                | 18 octobre 2017   |                           |
| CC 2019 (23)   | Mac/Windows                | 15 octobre 2018   |                           |
| 2020 (24)      | Mac/Windows                | 24 octobre 2019   |                           |
| 2021 (25)      | Mac/Windows                | Octobre 2020      |                           |

## Interopérabilité
Elle peut être plus ou moins assurée via l'export au format ouvert SVG ou SVG compressé depuis la version CS3.

## Logiciels concurrents
- Apache OpenOffice Draw (successeur d'OpenOffice.org Draw et StarOffice Draw) (logiciel libre)
- Inkscape (logiciel libre)
- LibreOffice Draw (logiciel libre)
- Skencil (logiciel libre)
- Affinity Designer